# Beyond Good & Evil 2
Beyond Good and Evil 2 (укр. За межею добра і зла 2) — це гра жанру action-adventure, що розробляється студією Ubisoft Montpellier та видаватиметься студією Ubisoft. Гра буде приквелом до оригінальної Beyond Good & Evil 2003 року. Хоча перша презентація відбулася ще у 2008 році, інформація стосовно розробки довгий час була вкрай суперечливою і ґрунтувалася здебільшого на чутках, що ставило під сумнів майбутнє гри. Так продовжувалося аж до офіційного анонсу на виставці E3 2017.

## Ігровий процес
Події Beyond Good and Evil 2 відбуваються за декілька поколінь до подій Beyond Good & Evil. Гра матиме більше елементів рольової гри, ніж перша частина; гравці створюватимуть персонажа, що на початку знаходитиметься «на самому дні соціальної системи». Персонаж може бути як чоловічої, так і жіночої статі. За виконання гравцем різноманітних завдань він покращуватиме свої атрибути, отримає космічний корабель і команду, яку також можна буде покращувати з часом. Гравці відвідуватимуть планети зі своїми унікальними соціальними устроями, і після виконання завдань на цих планетах отримуватимуть нові технології для покращення свого корабля. Ансель сказав, що заплановано сюжетний елемент, який включатиме як фіксовані сюжетні події, так і події, що базуються на результатах виборів, зроблених гравцем під час дослідження планет.
Гра матиме однокористувацький та кооперативний режими, при цьому навіть в однокористувацькому режимі гравці поділятимуть спільний ігровий всесвіт, де деякі події одночасно впливатимуть на всіх гравців.

## Розробка
Протягом багатьох років розробка гри перебувала в підвішеному стані, проєкт потрапив у виробниче пекло. Оригінальну Beyond Good & Evil 2003 року високо оцінили критики і вона отримала культовий статус, але провалилася комерційно. Керівник проєкту, Мішель Ансель, розповідав, що написаний ним ігровий всесвіт виявився занадто великим для однієї гри, тому він передбачав, що гра буде першою частиною трилогії. Однак через погані продажі гри Ubisoft неохоче вклалася у сиквел.
Чутки стосовно продовження почали поширюватися з 2007 року, коли в інтерв'ю Nintendo Power Ансель заявив, що він працює над новим проєктом, який є дуже особистим для нього, і згадав про свої надії використати Джейд, головного персонажа з першої частини, у сиквелі, не змінюючи її особистість. У травні 2008 року в інтерв'ю французькому журналу Jeuxvideo.fr Ансель сказав, що гра знаходиться у стадії пре-продакшн, але ще не затверджена Ubisoft. Пізніше цього ж місяця, в рамках події «Ubidays» Ubisoft випустила трейлер до нового, ще не названого проєкту Анселя і його студії Ubisoft Montpellier, яка працювала над Beyond Good & Evil. Трейлер використовував музичні матеріали Beyond Good & Evil і показав персонажів, якими, ймовірно, були Джейд і Пей'дж з оригінальної Beyond Good & Evil. Ubisoft зазначила, що трейлер було зроблено на рушії гри, демонструючи високу якість графіки консолей сьомого покоління. Другий, злитий трейлер з'явився в інтернеті близько травня 2009, демонструючи персонажа, ймовірно, Джейд, що біжить вулицею скрізь натовп. Мішель Ансель підтвердив правдивість трейлера, тоді як Ubisoft заперечила, що матеріал було викладено навмисно.
З цього часу і до 2016 року статус розробки Beyond Good & Evil 2 залишався неясним, а Мішель Ансель і Ubisoft давали суперечливі коментарі з цього приводу. Хоча і Ubisoft, і Ансель декілька разів підтверджували продовження розробки, з'явилися чутки, що Ubisoft відклала гру у довгий ящик, що оскільки проєкт з назвою Beyond Good & Evil 2 офіційно не було анонсовано, то розробка гри взагалі не починалася, і що Мішель Ансель пішов з Ubisoft Montpellier. У 2016 році Ансель підтвердив, що розробку Beyond Good & Evil 2 було відкладено на час роботи над Rayman Legends (2013), що дозволило створити інструменти, які допоможуть з розробкою Beyond Good & Evil 2; як тільки робота над Rayman Legends скінчилася, розробка нової Beyond Good & Evil відновилася.  Ubisoft пізніше зазначала, що Ансель розривався між Beyond Good and Evil 2 та Wild — грою, що розроблює студія Анселя Wild Sheep Studios, не причетна до Ubisoft.
Наприкінці 2016 року Ансель через соціальні мережі опублікував зображення маленького Пей'джа, натякаючи, що Beyond Good & Evil 2 може виявитися приквелом. Незабаром Ubisoft підтвердила, що Мішель Ансель та Ubisoft Montpellier працюють над новою Beyond Good & Evil. Ubisoft продемонструвала новий трейлер під час власної конференції на виставці E3 2017 і оголосила, що нова гра буде приквелом до першої частини. Під час E3 2017 Ансель підтвердив, що трейлери 2008 і 2009 років були з початкової роботи над сюжетним продовженням Beyond Good & Evil, але під час розробки вони вирішили змінити напрямок і зробити гру приквелом, тож ця початкова робота є абсолютно іншою розробкою.
Платформи, на яких вийде гра, не було названо. Ходили чутки, що гра вийде як тимчасовий ексклюзив для консолі Nintendo Switch, але Ансель заперечив це. У «Space Monkey Program» було вказано платформи Microsoft Windows, Xbox One та Playstation 4, однак Мішель Ансель сказав, що анонсу платформ ще не відбулося, і що цей список з'явився через програмний баґ. Пізніше Ансель розповів Kotaku, що гра розроблюється так, аби працювати на багатьох платформах.

## Розробка ігрового процесу
У 2008 році головний виконавчий директор Ubisoft Ів Ґіймо зазначав, що Beyond Good & Evil 2 стане доступнішим для нового покоління гравців з метою впевнитися, що сиквел не провалиться комерційно так само, як і оригінал. Пізніше він роз'яснив свої слова, сказавши, що вони не мають наміру змінювати орієнтацію гри на казуальну аудиторію.
Головним елементом геймплею буде можливість досліджувати різні планети через космічні подорожі. Щоб зробити це можливим, Ансель і команда Ubisoft Montpellier розпочали створення інструментарію для симуляції зоряної системи за три роки до E3 2017. Цей інструментарій дозволяє комбінувати завчасно розроблені елементи і процедурну генерацію задля створення унікальних планет. Тільки перед початком E3 2017 розробники завершили попередню роботу над інструментарієм, щоб розпочати будувати гру навколо нього; в інтерв'ю для The Verge 14 червня 2017 року Ансель сказав, що вони знаходяться тільки на «нульовому дні» розробки гри.

## Музика
У 2008 році було анонсовано, що композитор Christophe Héral, відповідальний за музику в оригінальній грі, повернеться у Beyond Good and Evil 2.

## Сюжет і сетинг
У червні 2017 року головна сценаристка Gabrielle Shrager заявила, що гра буде приквелом, а події відбуватимуться «приблизно за покоління до народження Джейд». Ансель зазначив, що гра буде відсилатися до персонажів першої частини у той чи інший спосіб: «Вони тут, або їх пращури тут. Ви не граєте за них, але вони існують у цьому світі, вони надають йому унікальності… їхні ДНК є тут».